# 예천 명봉리 경모궁 태실 감역 각석문
예천 명봉리 경모궁 태실 감역 각석문(醴泉 鳴鳳里 景慕宮 胎室 監役 刻石文)은 대한민국 경상북도 예천군 효자면 명봉리에 있는, 정조 9년(1785)에 景慕宮(사도세자)의 태실을 감역한 사람들의 명단이 자연암석에 새겨진 각석이다. 2014년 10월 20일 경상북도의 문화재자료 제623호로 지정되었다.

## 지정 사유
이 유적은 정조 9년(1785)에 경모궁(景慕宮)(사도세자)의 태실을 감역한 사람들의 명단이 자연암석에 새겨진 각석으로, 각석문에 새겨진 내용은 『승정원일기』에 기록된 것과 일치한다.
정조는 재위 중 사도세자와 관련된 추숭(追崇)사업으로서 사도세자의 무덤과 관련하여 화성을 축성하고 융건릉(顯隆園)을 이장하였으며 사도세자의 사당(祠堂)과 관련하여 경모궁(景慕宮)을 건설하였다. 이 각석문은 정조가 사도세자 추숭사업의 하나인 태실 가봉(加封)을 보여주는 중요한 유적이다.
이 각석문을 통해 사도세자의 태실 가봉에 참여한 사람들의 명단 및 감역 규모를 알 수 있을 뿐만 아니라 정조 재위 중에 추진된 사도세자 추승사업의 전모 또는 정조 연간의 정치·문화사를 해명하는데 도움이 되는 중요한 자료라 판단되므로 문화재자료(文化財資料)로 지정한다.

## 같이 보기
- 조선 장조(사도세자)

## 참고 자료
- 예천 명봉리 경모궁 태실 감역 각석문 - 국가유산청 국가유산포털